# Laboratoires Lehning
Les Laboratoires Lehning sont une entreprise française créée en 1935 à Metz (Moselle), qui fabrique et commercialise des préparations homéopathiques et des préparations à base de plantes. Ils déménagent en 1996 à Sainte-Barbe (toujours en Moselle), leurs produits (phytothérapie, compléments alimentaires et cosmétiques naturels) sont principalement distribués en pharmacie. Comme tous les produits homéopathiques, les préparations homéopathiques des Laboratoires Lehning — dont leur produit phare, le L52 — n'ont pas fait la preuve de leur efficacité.

## Historique
René Lehning (1897-1975) est formé à  l'homéopathie dans les années 1920, il crée ses premières préparations pour essayer de soigner notamment l’épidémie de grippe espagnole. Il élabore plus de 100 formules à base de plantes, minéraux et même des souches provenant d’animaux (venins…). Il fonde en 1935 les Laboratoires Lehning. La création de l’entreprise marque le début de la fabrication mécanisée et de la commercialisation des préparations d'homéopathie et de phytothérapie. Mais si la Seconde Guerre mondiale porte un coup d’arrêt temporaire à ses activités, dès 1948, René Lehning reprend son activité.
Dans les années 1960, les Laboratoires Lehning font leur publicité dans les revues de radiesthésie, une pseudo-science populaire de l'époque recourant à un pendule pour tenter de diagnostiquer les pathologies. Ils y vantent les bienfaits du « Sel Rex au rubia » (qui sera par la suite vendu sous le nom de « Rexorubia ») pour la croissance de l'enfant, et du « Dépuratum » pour les troubles digestifs.
À la mort de son père, Gérard Lehning (1942-2023), fils du fondateur repris l'entreprise et les Laboratoires Lehning engagent un déploiement international :
- création de filiales en Espagne, au Portugal, au Brésil[5] et en France;
- partenariat avec des distributeurs en Italie, au Canada, aux USA, au Pakistan, etc.[réf. nécessaire]

L'entreprise est dirigée depuis 2003 par Stéphane Lehning, petit-fils de René Lehning et Président du Groupe Lehning,,.
Les Laboratoires Lehning absorbent LSH-Rocal en 2005.

## Activités contemporaines
Les Laboratoires Lehning conçoivent et produisent sur leur site de production lorrain : des spécialités homéopathiques, de phytothérapie, phytocosmétiques et des compléments alimentaires. Ils fabriquent également leurs propres teintures mères et proposent leurs solutions sous diverses formes galéniques, suivant l’usage et la destination du produit ou les matières premières employées : solutions buvables en gouttes, comprimés, granulés, gélules, crèmes, pâtes, gels.
En France, les préparations homéopathiques sont simplement enregistrées auprès du ministère de la Santé, puisqu'une dérogation est accordée aux produits sans principes actifs (avec une dilution suffisante garantissant une innocuité totale). Les Laboratoires Lehning n'ont donc pas à constituer de dossier prouvant une quelconque efficacité de leurs produits.

### Produit L52
Le produit phare de l'entreprise est une solution homéopathique appelée « L52 », inventée en 1930 et ayant obtenu une première forme d'homologation en 1948,. En 2014, les Laboratoires Lehning déposent une demande d'autorisation de mise sur le marché auprès de l'Agence nationale de sécurité du médicament et des produits de santé (ANSM) en France. L'ANSM fait une « objection majeure notamment sur le plan clinique », que ce soit pour le traitement ou la prévention d'une quelconque pathologie. Elle développe : « outre l'absence de preuve par les références bibliographiques versées par le laboratoire pour justifier l'utilisation de ce médicament dans la prévention de la grippe, la précédente commission d'AMM avait émis un avis défavorable sur le principe de l'utilisation de médicament homéopathique dans la prévention de la grippe, sa position se basait notamment sur l'avis du Conseil Supérieur d'Hygiène publique de France datant de 2007 précisant que les médicaments homéopathiques ne peuvent se substituer aux vaccins anti-grippaux pour la prévention de la grippe ». L'entreprise marquette ainsi prudemment le L52 « contre les états grippaux », à l'instar d'Oscillococcinum des laboratoires Boiron, puisqu'il s'agit d'un « médicament homéopathique traditionnellement utilisé » dont l'efficacité n'a pas eu à être démontrée pour être autorisé par l'ANSM à être commercialisé. Son efficacité n'est pas avérée.

### Produit L72
Un autre médicament produit par les Laboratoires Lehning est la préparation « L72 », décrit dans sa notice (validée par l'ANSM) comme « médicament homéopathique traditionnellement utilisé dans les troubles mineurs du sommeil liés à la nervosité (émotivité, stress) et aux états anxieux »,  qui au-delà d'une efficacité non prouvée, contient de l'éthanol comme excipient à effet notoire.

## Prises de position
Devant l'absence de démonstration d'efficacité des produits homéopathiques, le gouvernement français décide fin 2019 de ne plus les rembourser via le système d'Assurance maladie. Les Laboratoires Lehning protestent alors, comme les Laboratoires Boiron, contre le déremboursement de ces produits. Ils arguent que ce déremboursement est une « atteinte disproportionnée à la liberté du commerce et de l’industrie » et qu'« il aurait fallu une autre grille » pour évaluer les produits homéopathiques que celle utilisée pour les vrais médicaments. Malgré ces protestations, l'homéopathie est totalement déremboursée par l'Assurance maladie en France à partir de 2021, mais reste remboursée par certaines mutuelles.